# (74330) 1998 UH46
(74330) 1998 UH46 – planetoida z pasa głównego asteroid okrążająca Słońce w ciągu 4,18 lat w średniej odległości 2,59 j.a. Odkryta 24 października 1998 roku.